# Завитинск (аэродром)
Завитинск — недействующий военный аэродром в Амурской области, в шести километрах на северо-востоке от города Завитинск.

## История
Аэродром построен до войны, в 50-е годы была построена бетонная ИВПП, параллельно расположена грунтовая. В непосредственной близости от аэродрома располагался гарнизон авиаторов — «12-й городок».
Дислоцировался 303-й бомбардировочный авиаполк в/ч 65348. Был вооружён Ту-16 разных модификаций (две АЭ боевые и одна — обеспечения), затем было принято решение на перевооружение полка на Ту-22 (это был бы единственный в азиатской части СССР полк на этих самолётах), но в последний момент решение о перевооружении уже переученного полка признали нецелесообразным. В 1992 году полк «по бумагам» был расформирован и получил номер, регалии и почётные наименования, а также матчасть от фактически расформированного полка в Тарту (132-й ТБАП, номер части поменяли на в/ч 12452). В Шайковке личный состав полка был переучен на Ту-22М3 и пролетал до 1997 года, после чего полк расформировали.
Также на аэродроме с 1963 года дислоцировался 930-й (отдельный) транспортный полк в/ч 15478 на самолётах Ан-8, затем Ан-12. С 1979 года экипажи полка принимали участие в боевых действиях в ДРА, а с 1982 года по 1989 год одна эскадрилья полка постоянно базировалась на аэродроме Баграм. Полк расформирован 1 мая 1998 года, Боевое Знамя и все регалии переданы 110-му ВТАП.
Авиаторами был установлен на постамент Ту-16 б/н 61, с расформированием в/частей растащен местными жителями на металлолом.
По договору с Китаем о ликвидации всех военных аэродромов, расположенных к границе ближе 50 км, воинские части на аэродроме Завитинск были расформированы. Для поддержания жизнедеятельности работала авиационная комендатура, в частности, аэродром периодически использовался большегрузными самолётами Ан-124 «Руслан», для доставок турбин на Бурейскую ГЭС.
В настоящее время аэродром заброшен, складские и служебные помещения на аэродроме и в авиационном гарнизоне растащены и разрушены. На территории аэродрома осталось не тронутым и используется в данный момент здание КДП, по крайней мере отдельные помещения. На рядом прилегающей территории базируется часть РЛС обнаружения и сопровождения ЛА.

## Происшествия
- 1 октября 1961 года. Самолет Ту-16, экипаж к-на Соколова, вылет с аэродрома Хороль. Самолет упал в море после дозаправки, экипаж погиб. На момент катастрофы полк базировался в Хороле из-за ремонта ВПП на аэр. Завитинск.
- 14 января 1963 года. Самолёт Ту-16, экипаж м-ра Попко Ф. Д. Самолёт свалился с эшелона 9600 метров и с прогрессирующим креном и снижением столкнулся с землёй.
- 1 августа 1966 года, катастрофа Ан-8. При полёте в боевых порядках произошло сваливание самолёта в левую спираль.
- 24 августа 1981 года в воздухе столкнулись два самолёта — пассажирский Ан-24РВ, выполнявший рейс SU-811 «Комсомольск-на-Амуре — Благовещенск», и ракетоносец Ту-16К из Завитинска, выполнявший полёт в боевом порядке пары на разведку погоды по маршруту, в связи с начавшимися лётно-тактическими учениями и предстоящим вылетом самолётов полка. При столкновении оба самолёта разрушились и упали, из всех находившихся на борту погибли экипажи обеих самолётов и все пассажиры (всего 31 человек), за исключением двадцатилетней Ларисы Савицкой, чудом оставшейся в живых. Девушка была найдена поисковой командой на третьи сутки после катастрофы. Причинами столкновения самолётов явились неудовлетворительные организация и руководство полётами в районе аэродрома Завитинск и несогласованность работы гражданского и военного сектора управления воздушного движения.
- 9 октября 1992 года авария самолёта Ан-12БП, КК к-н Гаврилов А. Д. Перелёт с аэродрома Буревестник на аэродром Завитинск с пассажирами и грузом. При выполнении посадки самолет грубо приземлился за 13 метров до БВПП с разрушением элементов конструкции и возгоранию барабанов колёс. После остановки самолёта на ИВПП экипаж и пассажиры покинули самолёт. Самолёт и груз сгорели.

Потери 930-го ВТАП в Афганистане:
(см. «Список потерь самолётов ВВС СССР в Афганской войне»)
- 18 января 1984 года — Ан-12 № СССР-11104. Выполнялся грузовой рейс Баграм — Мазари-Шариф, с грузом средств снабжения, в том числе боеприпасов. Обломки самолёта найдены в горах в 40 км от места назначения. Погибли все находившиеся на борту 8 человек. Причина катастрофы достоверно не установлена, предположительно огневое воздействие с земли или навигационная ошибка, приведшая к столкновению с горой.
- 12 июля 1987 года. Самолёт Ан-12 выполнял рейс в Кандагар с грузом 7,5 тонн бомб. В результате грубой посадки подломилась стойка шасси и самолёт задом вынесло на минное поле полосы прикрытия аэродрома, несколько мин сработали и вызвали на борту пожар, который через несколько минут спровоцировал подрыв груза авиабомб. Экипаж не пострадал. В общей сложности погибли 16 человек и ранено 37 из числа личного состава частей, базирующихся на аэродроме. Самолёт сгорел полностью, а вместе с ним пожарная, санитарная и поливомоечная машины, прибывшие на место происшествия.
- Ночью 27-28 января 1989 года на подлете к аэродрому Кандагар попал под обстрел Ан-12 № СССР-11987 (КК к-н Ганусевич). Самолет выполнял рейс с аэродрома Мары-1 в Кандагар с грузом боеприпасов для афганской армии. На тот момент 15 Ан-12 930 ВТАП базировались в Мары-1 и привлекались к перевозке боеприпасов частям афганской армии воюющим под Кандагаром, а позже доставке боеприпасов и продовольствия советским авиационным частям, которые ещё базировались на аэродромах РА. Вследствие грубой посадки у Ан-12 № СССР-11987 отвалился хвост по шп.№ 43 и самолет сошел с ВПП. Жертв нет. Силами инженерно-технического состава 930 ВТАП прибывшими из Маров, с самолета было демонтировано дефицитное оборудование и боекомплект. Повреждённый самолёт бросили на аэродроме, чем неоднократно пользовались экипажи 50-го ОСАП демонтируя с него запасные части для своих Ан-12. Это последняя потеря советской авиации в Афганской войне.

## Интересно, что
В ВС СССР ходила поговорка: «Лучше быть старлеем в Минске, чем майором в Завитинске». По причине большой отдалённости Завитинска от центра, тяжёлого резко континентального климата с очень холодной зимой и жарким летом (от −40 до + 40) и откровенно плохих бытовых условий в гарнизоне.